# Aldemir Martins
Aldemir Martins (Aurora, 8 de novembro de 1922 — São Paulo, 5 de fevereiro de 2006) foi um artista plástico brasileiro, ilustrador, pintor e escultor autodidata, de grande renome e fama no país e exterior. Sua linha artística envolve temáticas regionalistas brasileiras.

## Biografia

### Infância e juventude
Nascido em Aurora, pequena cidade da região do Vale do Carirí, estado do Ceará, Aldemir era filho de Miguel de Souza Martins e Raimunda Costa Martins. Seu pai era encarregado da construção de estradas de ferro na Rede Viação Cearense, por isso a família se mudou várias vezes durante sua infância. Finalmente estabeleceram-se no município de Pacatuba, próximo à Fortaleza, quando Aldemir tinha, aproximadamente 11 anos.
Desde menino, Aldemir dedicou-se ao desenho. Em 1934 foi enviado ao Colégio Militar de Fortaleza, onde tornou-se orientador artístico de classe devido à sua habilidade no desenho. Em 1939 foi transferido ao Ateneu São José, onde concluiu o curso ginasial.
Serviu ao exército no período de 1941 a 1945. Nessa posição, desenhou o mapa aerofotogramétrico de Fortaleza. Conquistou seu primeiro prêmio ao vencer o concurso promovido pela Oficina de Material Bélico da 10ª Região militar, pela pintura de viaturas do exército, sendo nomeado "Cabo Pintor".
No início da década de 1940, Aldemir cria, juntamente com Mário Barata, Barbosa Leite, Antônio Bandeira, Carmélio Cruz, Inimá de Paula e outros, o Grupo Artys e a SCAP - Sociedade Cearense de Artistas Plásticas, considerados como responsáveis pela renovação do ambiente artístico cearense. Em 1942 expôs no II Salão de Pintura do Ceará pela primeira vez. Neste período passou a trabalhar como ilustrador para jornais, revistas e livros.

### Migração
Aldemir mudou-se em 1945 para o Rio de Janeiro, onde participou de uma exposição coletiva na Galeria Askanasi e no Salão Nacional de Belas Artes. Um ano depois mudou-se para São Paulo onde realizou sua primeira exposição individual, na seção paulista do Instituto de Arquitetos do Brasil. Retomou sua atividade jornalística com ilustrações para a coluna "Bairros na Berlinda" publicada pelo Correio Paulistano, com textos de Daniel Linguanotto e fotos de Chiquinho. Assinou, também com Argeu Ramos, a coluna "Daniel comenta e Aldemir ilustra" publicada pelo jornal A Noite. Fez também ilustrações para "O Jornal De São Paulo", para "O Diário" e para a revista "Elite". Desenhava as seções da [[Assembleia Legislativa de São Paulo]] com textos de Maurício Loureiro Gama. Nessa época conheceu políticos que se tornariam muito conhecidos no cenário brasileiro, como Ulisses Guimarães, Auro de Moura Andrade, Roberto de Abreu Sodré, e outros. Ilustrou, ainda, textos e poesias de escritores como Domingos Carvalho da Silva, José Escobar Faria, Mário da Silva Brito, Jorge Medauar, André Carneiro, Dulce Carneiro, César Memolo Jr., entre outros.
Em 1947 foi convidado a participar da exposição "19 Pintores", conquistando um prêmio na 3ª colocação. Desde então, participou ativamente do movimento artístico brasileiro.
Em 1949, fez um curso de história da arte com Pietro Maria Bardi e tornou-se monitor do Masp, onde também estudou gravura com Poty e conheceu Cora Pabst, que viria a ser sua segunda esposa. Neste ano também participou do IIº Salão Baiano de Artes Plásticas, em Salvador, onde recebe Medalha de Bronze.

### Década de 1950
Em 1951 pintou dois painéis para o Ceará Rádio Clube. Fez uma exposição individual na União Cultural Brasil-Estados Unidos, em Fortaleza. Voltou para São Paulo viajando em um caminhão pau de arara, de forma que a pesquisa feita nessa viagem resultou na primeira série de desenhos de "paus de arara, rendeiras e cangaceiros", temática nordestina que caracterizaria sua carreira. Recebeu o Prêmio de Aquisição "Dona Olívia Guedes Penteado" na 1ª Bienal de Artes de São Paulo. Com o dinheiro do prêmio pôde voltar ao nordeste para seguir o roteiro do cangaço. 
Em 1952 participou do IIº Salão Nacional de Arte Moderna, no Rio de Janeiro e na América do Sul, da "Exposición de Pinturas y Dibujos Brasileños", em Santiago, Buenos Aires e Caracas. Também participou da Bienal de Veneza de 1952 e da exposição coletiva Itinerante de Artistas Brasileiros, que passou pelo Japão, Estados Unidos, México, Chile e Bolívia. Com os pintores Mário Cravo e José Caldas Zanini, fez uma viagem pelo sertão baiano. Como ilustrador, desenhou o logotipo da Editora Cultrix, de São Paulo. 
Em 1953, Aldemir participou do 3º Salão Nacional de Arte Moderna, no Rio de Janeiro, recebendo o Certificado de Isenção do Júri; e da 2ª Bienal de São Paulo, na qual recebeu o Prêmio Aquisição "Nadir Figueiredo". No ano seguinte, participou do 3º Salão Paulista de Arte Moderna, recebendo o Prêmio de Aquisição.
Em 1954 realizou seu primeiro trabalho cenográfico para a peça "Lampião", de Raquel de Queirós, encenada no teatro Leopoldo Fróes, em São Paulo, com os atores Sérgio Cardoso e Araçari de Oliveira no elenco. Lançou o álbum de xilogravuras "Cinco Carreiras de Cururu", com texto de Paulo Vanzolini, com tiragem de 150 volumes.
Em 1955 expôs no Vº Salão Baiano de Artes Plásticas, em Salvador, Bahia, no qual ganhou a Medalha de Ouro. Neste ano recebeu novos prêmios, o primeiro por sua participação na IIIª Bienal de São Paulo, onde recebe o Prêmio de Desenho, e o segundo no IVº Salão de Arte Moderna, no Rio de Janeiro, onde ganhou a "Pequena Medalha de Ouro".
Nesta época Aldemir iniciou a pintura de uma série de painéis. Pintou o painel do bar "O Cangaceiro", no Rio de Janeiro, que se tornaria reduto da boemia carioca, frequentado por pintores, jornalistas e escritores da época, como Dorival Caymmi e Ary Barroso. Em São Paulo, pintou um painel para a residência de Rudi Bonfiglioli, fez um painel de pastilhas para a Vidrotil, um painel para a Casa Beethoven, um para Companhia União de Refinadores e um para a loja Adams.
No ano de 1956 recebeu uma nova Medalha de Ouro no V Salão Nacional de Arte Moderna, no Rio de Janeiro. Participou também da I Feira Anual de Artistas Plásticos de São Paulo, realizada pelo clube do qual foi um dos fundadores, o Clube dos Artistas Plásticos e Amigos da Arte. Foi premiado na 28a Bienal de Veneza como Melhor Desenhista Internacional.
Neste mesmo período, expôs gravuras no Circolo dei Principi, em Roma, juntamente com o gravador Lívio Abramo. Desenhou o galo símbolo do "Baile do Galo Vermelho", promovido pelo Hotel da Bahia, em Salvador. Como ilustrador, produziu a capa do livro "História do Modernismo Brasileiro - Antecedentes da Semana de Arte Moderna", de Mário da Silva Brito. Fez uma gravura especialmente para o clube Amigos da Gravura do Rio de Janeiro. Ilustrou "Sonetos de Bocage", lançado pela Editora Saraiva. Foi incluído entre "Os Melhores Paulistas do Ano", pela revista Manchete. Foi escolhido para fazer parte do Conselho Consultivo da diretoria do MASP.
Em 1957 recebeu 7º lugar na enquete popular feita pelo jornal Última Hora, de São Paulo, para "O Homem do Ano", de 1956. Por sua participação no VI Salão Nacional de Arte Moderna, no Rio de Janeiro, recebeu o Prêmio "Viagem ao País". Recebeu o Prêmio "Melhor Desenhista Brasileiro" na IV Bienal de São Paulo, dado pelo Museu de Arte Moderna do Rio de Janeiro. Seu desenho "Pássaro" é escolhido para cartão de natal da revista belga Quadrum.
No ano de 1958 realizou uma série de exposições nos Estados Unidos, sendo convidado a permanecer no país por três meses, a convite do Departamento de Estado Americano. Fez um álbum de Silk Screen, com apresentação de Pietro Maria Bardi, com tiragem de 100 exemplares em edição bilíngue, pela Galeria Bonina, Buenos Aires, Argentina.
Nesta época foi convidado para executar dois painéis para o Aeroporto de Congonhas, pintando-os sobre as paredes da ala Internacional. Anos depois esses painéis se deterioraram e, apesar de Aldemir ter se proposto a restaurá-los gratuitamente, terminaram destruídos e o Departamento de Aviação Civil mandou pintar as paredes onde estavam.
Ainda no ano de 1958, recebe o Prêmio Jabuti na categoria Melhor Capa de Livro do Ano, atribuído pela Câmara Brasileira do Livro, pela capa de "História do Modernismo Brasileiro - Antecedentes da Semana de Arte Moderna".
Em 1959, recebeu o prêmio de viagem ao exterior do Salão Nacional de Arte Moderna e permaneceu por dois anos na Itália.
Fez desenhos em nanquim que serviram para estampar objetos e tecidos de decoração.

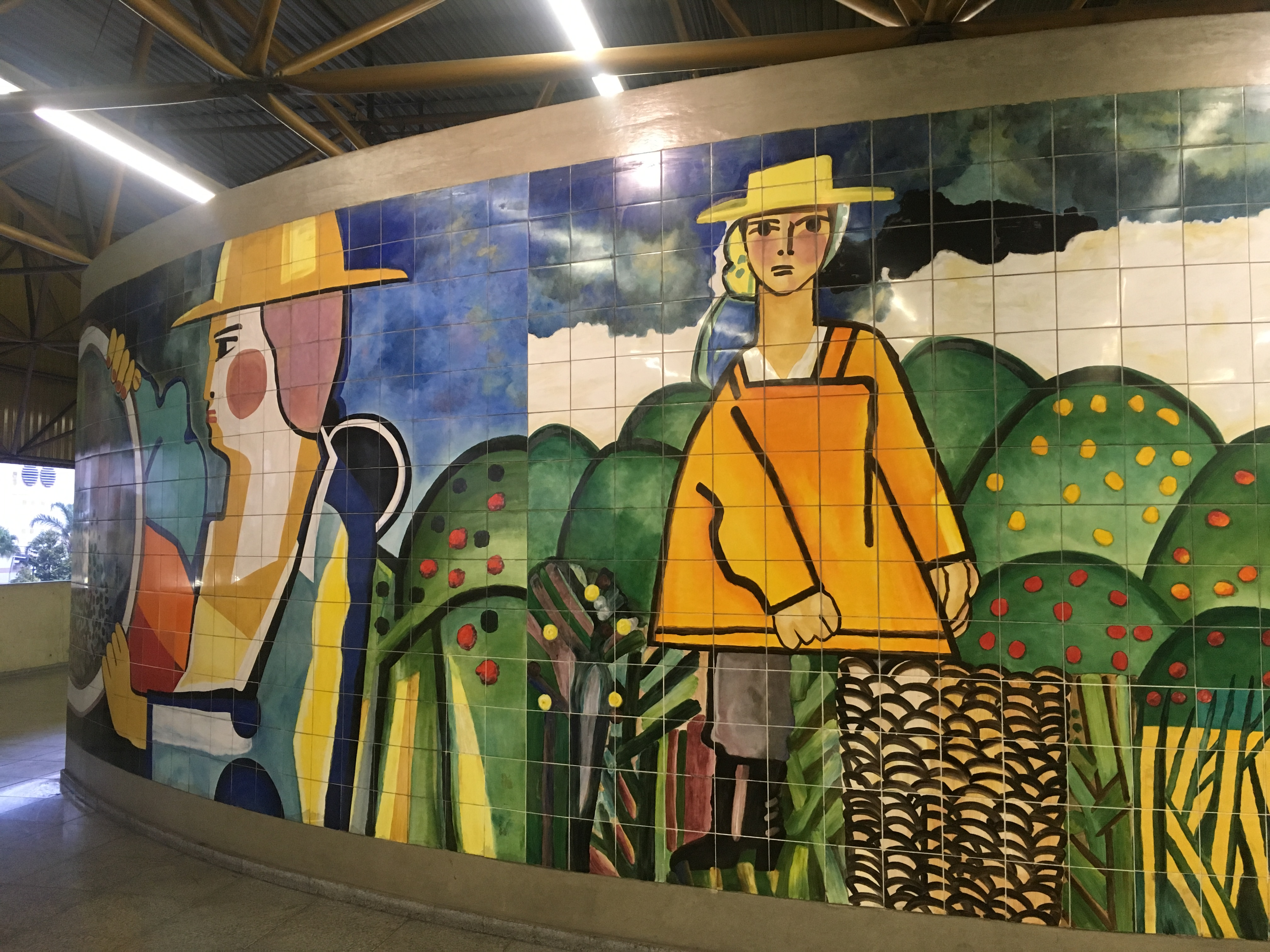
Mural "Inter-relação entre o campo e a cidade" (1993) no Metrô de São Paulo

### Década de 1960
Ao longo da década de 1960, integrou o grupo que desenvolveu estampas para a coleção de vestuários da Rhodia, empresa francesa que promovia seus tecidos sintéticos no Brasil com grande destaque na Feira Nacional da Indústria Têxtil - Fenit. Desenhou estampas com temas populares brasileiros para peças de José Ronaldo, Alceu Penna e Jorge Farré, entre outros.
Em 1969, Aldemir Martins recebeu a encomenda de cinco painéis a serem instalados no Palácio Anchieta, atual sede da Câmara Municipal de São Paulo. O conjunto pintado com tinta acrílica sobre madeira é intitulado "Integração do Brasil na Cidade de São Paulo".

## Vida pessoal
Em 1950 nasceu seu filho Pedro Martins, fruto de seu primeiro casamento com Amélia Bauerfeld. 
Em 1952, casou-se com Cora Pabst que foi sua companheira de toda vida. Em 1958 nasceu sua filha Mariana Pabst Martins.
Em 5 de fevereiro de 2006, aos 83 anos, Aldemir sofreu um infarto em sua residência e faleceu no Hospital São Luís em São Paulo.

## Exposições e Prêmios

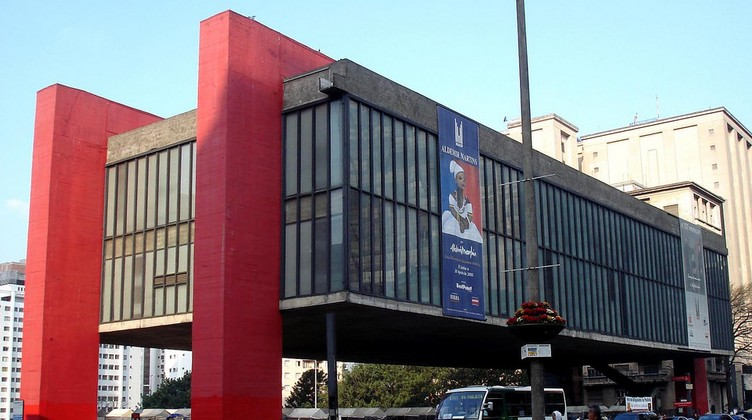
Cartaz da exposição no MASP, em 2005

Participou de diversas exposições no Brasil e no exterior tendo como destaques:
- 1951 – Prêmio de desenho na [Bienal de São Paulo], com “O Cangaceiro”.
- 1953 – Pintores Brasileiros, Tóquio, Japão.
- 1954 – Gravuras Brasileira, Genebra, Suíça.
- 1955 – Bienal Internacional de Desenho e Gravura de Lugano, Suíça.
- 1956 – Medalha de Ouro no V Salão Nacional de Arte Moderna no Rio de Janeiro, XXVIII Bienal de Veneza, Itália – Prêmio “Presidente Dei Consigli dei Ministeri”, atribuído ao melhor desenhista internacional.
- 1957 – Exposição de gravuras no “Circolo dei Principi”, Roma, Itália, com "Lívio Abramo", - VI Salão de Arte Moderna, Rio de Janeiro.
- 1958 – Festival Internacional de Arte, Festival Galleries, Nova Iorque, Estados Unidos, VIII Salão Nacional de Arte Moderna, Rio de Janeiro.
- 1959 – Prêmio de viagem ao Exterior do VIII Salão de Arte Moderna do Rio de Janeiro, Exposição individual no Museu de Arte Moderna da Bahia.
- 1960 – Exposição coletiva Artistas Brasileiros e Americanos, Museu de Arte de São Paulo.
- 1961 – Exposição de desenhos e litografias na Sociedade Nacional de Belas Artes, em Lisboa, Portugal.
- 1962 – Exposição individual na Sala Nebili, Madri, Espanha, Exposição coletiva “Brasilianische Kunstler der Gegenwart”, Kassel, Alemanha.
- 1965 – Exposição individual no Instituto de Arte Contemporânea, Lima, Peru.
- 1968 – Primeiro prêmio por grafia na Bienal Internacional de Veneza de 1946 a 1966.
- 1970 – Panorama da Arte Atual Brasileira – Pintura 70, Museu de Arte Moderna de São Paulo.
- 1975 - XIII Bienal de São Paulo – Sala Brasileira.
- 1978 - Retrospectiva "19 pintores", no Museu de Arte Moderna de São Paulo.
- 1980 – Exposição circulante, coletiva, no Museu de Arte Moderna de São Paulo, Coletiva 48 artistas, na Pinacoteca do Estado, São Paulo.
- 1981 – Exposição de pinturas, desenhos e esculturas no Museu de Arte da Bahia.
- 1982 – Internacional Arte Expo, Estocolmo, Suécia.
- 1984 – Coletiva – "A Cor e o Desenho no Brasil", Museu de Arte Moderna de São Paulo, Individual de pintura, desenho e gravura – "Arte Amazônica", Nova Iorque, Estados Unidos, "Tradição e Ruptura" – Fundação Bienal de São Paulo.
- 1985 – Lançamento do livro “Aldemir Martins, Linha, Cor e Forma”.
- 1988 – Comemoração de 30 anos da SCAP – Sociedade Cearense de Artistas Plásticos - Fortaleza, Ceará, "Os Muros de Maison Vogue", MASP – Museu de Arte de São Paulo
- 1989 – "O Nordeste de Aldemir Martins", Espace Latin-American, Paris, França.
- 2005 - "Sete décadas de Sucessos Artísticos" – 1945-2005 - O MASP inaugura exposição retrospectiva de Aldemir Martins e promove o lançamento do livro do pintor e gravador brasileiro, conhecido pelos seus temas do nordeste, animais e mulheres. A retrospectiva de um dos artista brasileiro vivo foi uma homenagem do Masp a Aldemir Martins, por suas sete décadas de produção artística.
- Ilustrou, em 1960 para a coleção dos Cem Bibliófilos do Brasil, a obra Pasárgada, do escritor  Manuel Bandeira